# David Emlyn Evans
David Emlyn Evans   (Castell Newydd Emlyn, 21 de setembre de 1843 - Castell Newydd Emlyn, 19 d'abril de 1913) fou un compositor i musicòleg gal·lès.
Dedicat al comerç durant els seus primers anys de joventut, abandonà aquesta professió per a concentrar tot el seu interès en l'estudi de la composició i de la història de la música. Especialment de tot el que estigués relacionat amb l'art indígena del País de Gal·les.
Edita diverses revistes professionals i redactà la gaèlica Y Cerddor (El Músic). El 1887 fou premiat el seu Diccionari de Músics Gaèlics. Escriví la biografia de Txaikovski per la col·lecció Master-musiciens (1906). La seva obra mestra és una monumental antologia de composicions religioses, cors, cantates, etc., i instrumentà l'Oratori de Stephen, El mar de Tiberiades.